# Nereis arroyensis
Nereis arroyensis är en ringmaskart som beskrevs av Treadwell 1901. Nereis arroyensis ingår i släktet Nereis och familjen Nereididae. Inga underarter finns listade i Catalogue of Life.